# Suzak
Suzak (kirg. i ros. Сузак) – wieś w Kirgistanie, w obwodzie dżalalabadzkim, siedziba administracyjna rejonu Suzak. W 2009 roku liczyła ok. 24 tys. mieszkańców.